# ناوشکن ست۳ ماکس شولتس
ناوشکن زد۳ ماکس شولتز (به انگلیسی: German destroyer Z3 Max Schultz) یک کشتی بود که طول آن ۱۱۹ متر (۳۹۰ فوت ۵ اینچ) بود. این کشتی در سال ۱۹۳۵ ساخته شد.